# Igor Lolo
Igor Lolo (* 22. Juli 1982 in Abidjan) ist ein ehemaliger ivorischer Fußballspieler. 

## Karriere

### Verein
Lolo wurde in Abidjan geboren und begann seine aktive Karriere mit sechs Jahren beim ASEC Abidjan. Im Frühjahr 1993 schloss er sich dann der von Jean-Marc Guillou gegründeten Jugendakademie des Vereins Académie de Sol Beni an. Die Akademie gilt für talentierte Spieler als Sprungbrett nach Europa, so entstammen seiner Jugendabteilung nationale Idole wie Didier Drogba, Yaya Touré oder Gervinho. Er startete seine Seniorenkarriere 2002 mit dem Seniorenverein der Academy ASEC Mimosas. Zuerst erweckte Lolo allerdings das Interesse des belgischen Erstligisten KSK Beveren. Dort spielte er jedoch nur eine Saison, ehe er im Sommer zum ukrainischen Vertreter Metalurh Donezk wechselte. Nach ebenfalls nur einer Spielzeit kehrte er nach Belgien zurück und unterschrieb im Sommer 2005 einen Vertrag bei Germinal Beerschot. Mit der Mannschaft nahm er am UEFA-Cup teil, schied jedoch bereits in der ersten Runde gegen Olympique Marseille aus. In Antwerpen etablierte sich Lolo und absolvierte in zwei Jahren 41 Ligaspiele für Germinal Beerschot. Im Sommer 2007 sicherte sich Ligakonkurrent KRC Genk die Dienste des Ivorers. Auch hier spielte sich Lolo in die Startelf und stand in 27 Ligapartien für Genk auf dem Feld.
Dem mit nur zwei Einsätzen wenig erfolgreichen einjährigen Aufenthalt in Dnipropetrowsk folgte ein zweijähriges Engagement beim französischen Erstligisten AS Monaco. In der Saison 2009/10 erreichte er mit seiner Mannschaft das Pokalfinale, verlor dieses jedoch mit 0:1 gegen den PSG. Nach mehr als 50 Einsätzen für die AS Monaco unterschrieb Lolo im Sommer 2011 beim russischen Klub FK Kuban Krasnodar. Nach zwei Jahren wurde er vom Ligakonkurrenten FK Rostow verpflichtet.
Im Januar 2016 folgte der Wechsel zum KVC Westerlo. Hier kam er wegen eines Innenbandrisses zu keinem Pflichtspieleinsatz und beendete daraufhin seine aktive Karriere.

### Nationalmannschaft
Im Mai 2008 debütierte Lolo in der A-Nationalmannschaft seines Landes im Freundschaftsspiel gegen Paraguay. Zu seiner ersten Teilnahme an einem großen Turnier kam Lolo bei der Afrikameisterschaft 2012. Dort stand er in den beiden Gruppenspielen gegen Sudan und Angola als Rechtsverteidiger in der Startelf, in der K.-o.-Runde, in der die Elfenbeinküste bis ins Finale vorstieß, erhielt Jean-Jacques Gosso den Vorzug. Ein Jahr später gehört er erneut zum Aufgebot der Elfenbeinküste beim Afrika-Cup in Südafrika.

## Erfolge
- Ivorischer Meister: 2002, 2003
- Ivorischer Pokalsieger: 2003
- Russischer Pokalsieger: 2013/14